# Amite City
Amite City is een plaats (town) in de Amerikaanse staat Louisiana, en valt bestuurlijk gezien onder Tangipahoa Parish.

## Demografie
Bij de volkstelling in 2000 werd het aantal inwoners vastgesteld op 4110.
In 2006 is het aantal inwoners door het United States Census Bureau geschat op 4287, een stijging van 177 (4,3%).

## Geografie
Volgens het United States Census Bureau beslaat de plaats een oppervlakte van
10,1 km², waarvan 10,0 km² land en 0,1 km² water.

## Plaatsen in de nabije omgeving
De onderstaande figuur toont nabijgelegen plaatsen in een straal van 20 km rond Amite City.

## Geboren
- John Bel Edwards (1966), gouverneur van Louisiana